# 青池奈津子
青池 奈津子（あおいけ なつこ　5月19日 - ）は、日本の女性フリーアナウンサー。元中部日本放送（CBC）アナウンサー。

## 略歴・人物
- 埼玉県川越市出身で、現在はカリフォルニア州在住[1]。
- 埼玉県立川越女子高等学校、青山学院大学文学部英米文学科卒業。学生時代、西武ドームでビール売りのアルバイトをしていたことがある。
- 2003年、CBCにアナウンサーとして入社。同期入社のアナウンサーは占部沙矢香。また、CBCの現役アナウンサーである古川枝里子は高校の後輩にあたる。
- 先輩アナウンサーの神尾純子・中橋かおりの後を受けて、2005年4月より先輩アナウンサーの加藤由香とのコンビで『CBCサンデーミュージック』のパーソナリティーに抜擢。CBCの次世代を担うアナウンサーとして期待されていたが、2006年3月31日に3年間在籍したCBCを退社。その後、フリーアナウンサーとして活動中。
- 同じ大学の同期生に元テレビ朝日アナウンサーの市川寛子がいる。またテレビ朝日で市川の同期にあたる大木優紀とは友人同士であり、青池本人のブログに大木の話題が載ったこともある。

## 過去の出演番組
- 超歴史ミステリーロマン（2006年12月26日）
- ズームイン!!SUPER (2007年3月13日 - 2011年3月31日)
- スッキリ!!

## CBC在籍時の出演番組

### テレビ
- ユーガッタ!CBC
- 青池と学ぼう→ばんせん道→とく宣
- まるっと万博
- ノブナガ

### ラジオ
- カトレヤミュージック
- CBCサンデーミュージック

## ドラマ
- 金曜プレステージ 山村美紗サスペンス『京都門司港殺人事件』（2008年4月18日、フジテレビ） - 松島文枝 役

## 新聞コラム
- 元局アナ奈津子のメジャー通信（東京スポーツ）　2009年9月より隔週火曜日連載